# Demografía de Asia en la Antigüedad
Cálculo de la evolución de la población en Asia (y Oceanía):
| Autor                  | 1 Población (miles) | 1000 Población (miles) | 1500 Población (miles) | 1700 Población (miles) |
| ---------------------- | ------------------- | ---------------------- | ---------------------- | ---------------------- |
| Clark (1967)           | 185.000             | 173.000                | 227.000                | 416.000                |
| Durand (1974)          | 207.000             | 189.500                | 304.000                | 483.000                |
| Biraben (1979)         | 171.000             | 152.000                | 245.000                | 436.000                |
| McEvedy & Jones (1978) | 114.200             | 183.400                | 277.330                | 411.250                |
| Maddison (1999)        | 174.650             | 183.400                | 284.350                | 402.350                |

Población de Asia por regiones hasta 1820:
| Región                       | 1 Población (miles) | 1000 Población (miles) | 1500 Población (miles) | 1600 Población (miles) | 1700 Población (miles) | 1820 Población (miles) |
| ---------------------------- | ------------------- | ---------------------- | ---------------------- | ---------------------- | ---------------------- | ---------------------- |
| China                        | 59.600              | 59.000                 | 103.000                | 160.000                | 138.000                | 381.000                |
| India                        | 75.000              | 75.000                 | 110.000                | 135.000                | 165.000                | 209.000                |
| Japón Maddison Hayami        | 3.000 2.000         | 7.500 -                | 15.400 10.000          | 18.500 12.000          | 27.000 30.000          | 31.000                 |
| Corea                        | 1.600               | 3.900                  | 8.000                  | 10.000                 | 12.200                 | 13.800                 |
| Indonesia                    | 2.800               | 5.200                  | 10.700                 | 11.700                 | 13.100                 | 17.900                 |
| Indochina                    | 1.100               | 2.200                  | 4.500                  | 5.000                  | 5.900                  | 8.900                  |
| Resto de Asia Oriental       | 5.900               | 9.800                  | 14.400                 | 16.900                 | 19.800                 | 23.600                 |
| Irán                         | 4.000               | 4.500                  | 4.000                  | 5.000                  | 5.000                  | 6.600                  |
| Turquía                      | 6.100               | 7.300                  | 6.300                  | 7.900                  | 8.400                  | 10.100                 |
| Resto de Asia Occidental     | 15.100              | 8.500                  | 7.500                  | 8.500                  | 7.400                  | 8.500                  |
| Asia (McEvedy & Jones, 1978) | 174.200             | 182.900                | 283.800                | 378.500                | 401.800                | 710.400                |

## Imperio persa
La población de los sucesivos imperios persas varió mucho a lo largo de la historia debido a los continuos cambios fronterizos que experimentó. Hay que entender que la población persa era minoría en el imperio.[cita requerida]
Durante los tiempos del rey aqueménida Darío, el Imperio contó ―desde Egipto hasta India― con unos 10 millones de personas. El número de habitantes se incrementó debido a la estabilidad política y social junto con la paz interna.
Un siglo después, durante los tiempos de Artajerjes II, el Imperio persa tenía 25 a 80 millones de habitantes, aunque según Karl Julius Beloch deben haber sido entre 35 a 42 millones de personas.
Durante la conquista de Alejandro Magno ―dos siglos después de Darío― pueden haber muerto un millón de personas. Pero tras la muerte del rey macedonio el Imperio se dividió entre sus generales, los diádocos, surgiendo varios reinos que mantuvieron constantes guerras, lo que provocó una fuerte caída del elemento poblacional.
Mientras Bactria tenía, según cálculos de chinos, cerca de 1 millón de habitantes.
Los kushan se puede estimar en 400.000, de los que 100.000 eran jinetes cuando se establecieron en el actual norte de Afganistán y sometieron Bactria.
Según fuentes chinas los yuezhi tenían 300.000 jinetes arqueros y los xiongnu unos 100.000 a 200.000 más, aunque es probable que sea una exageración (siguiendo estas cifras se puede estimar que los xiongnu eran en total 1 a 1,5 millones de personas).
Los wusun, otro pueblo nómade de las estepas del Asia Central tenían una población de 630.000 personas (188.000 jinetes).
Al llegar los partos en el siglo III a. C. la población se redujo aún más debido a los constantes conflictos entre estos y los seléucidas, sobre todo por el control de Mesopotamia. La población de Persia descendió unos 4 o 4,5 millones y la del Asia Central unos 5 o 6 millones, debido a las invasiones de los nómadas.
Se calcula que durante la campaña de Septimio Severo contra los partos ese Imperio tenía cerca de 16 millones de habitantes (197 d. C.), lo que indica una fuerte caída de la población debido a que las regiones occidentales sufrían con las guerras contra las legiones romanas y la orientales por las invasiones de los hunos, además de las guerras civiles que sufrió el imperio parto en decadencia.
El tocarólogo Douglas Q. Adams ha estimado que hacia el siglo VIII a. C. solo el reino de Kucha (y sus vasallos) tenía una superficie de aproximadamente 140.000 km² y una población de 450.000 habitantes (aproximadamente la misma cantidad que en la Inglaterra de entonces).
En los textos chinos la ciudad capital de tal reino era llamada Yiluolu y a tal ciudad le estimaban una circunferencia de casi 10 km.
Durante el periodo sasánida, se mantuvo relativamente estable, aunque esta aumentó significativamente con la recuperación de Mesopotamia y Armenia, además de las nuevas conquistas en Asia Central y en el Este. En el siglo VII con las anexiones de Egipto, Asia Menor, Siria, Palestina y Yemen (aunque fueron relativamente momentáneas) llegó a los 78 millones de personas.
Durante la conquista musulmana esta se redujo drásticamente, debido a la destrucción de ciudades, villas y cosechas producto de varias rebeliones que fueron sometidas con ferocidad.
Al final tras la conquista islámica la población de Persia era de 4 a 4,5 millones de personas y la de Asia Central a 5 a 6 millones de personas, luego en el siglo XIII con la conquista mongol murieron entre 1 y 6 millones de personas. Lo que llevó a que la población persa se redujera a 4 millones para el año 1500, ya que además se perdieron las actuales Pakistán y Afganistán (10 millones de personas) a manos de los hindúes. En 971 los turcomanos era unas 200.000 familias u hogares.

## China
Durante el siglo III a. C. el país fue unificado por la Dinastía Qin llegando a una población de 40 millones de personas. El primer emperador chino, Qin Shi Huangdi movilizó a 700.000 personas para trabajar en la construcción de su tumba y a 1 o 2 millones en la edificación de la Gran Muralla.
En total cerca de 3 millones fueron movilizados de forma forzada por el primer emperador.
En la Edad de Oro de los Han la población llegó a los 50 millones de personas, en el siglo II a. C. Durante el censo del año 2 a. C. se contaron 12.356.490 hu (familias), lo que permitió calcular una población de entre 57 y 58 millones, incluyendo a un millón de vietnamitas que eran súbditos del emperador chino (en regiones del actual norte de Vietnam).
Se cree que para mediados del siglo I la población china llegó a 60 millones.
A inicios del siglo II la población llegó a cerca de 72 millones de personas. En el censo del 157 a. C. eran 10.677.960 familias, se calculan en 56 a 57 millones de personas. La baja se debía a las sequías y hambrunas, además de la constante guerra con los nómadas del norte, que desplazó a más de 2 millones de chinos en el siglo II a. C.
Pero en el periodo de los Tres Reinos surgió una larga guerra civil que duró cerca de un siglo, cayendo a solo un millón de familias, cuando la Dinastía Tang llegó al poder eran cerca de aproximadamente 16,9 millones.
Teniendo en cuenta las imprecisiones de los registros censales de la época, es seguro asumir que un amplio porcentaje de la población fue exterminada durante las constantes guerras declaradas durante este periodo. Durante la dinastía la población volvió a crecer a 21 millones de personas para el siglo V.
En el año 1000 la población del imperio Song era de cerca de 59 millones, pero siguió creciendo. Se calcula que en el año 1100 con la Dinastía Song llegó a los 101 millones, pero entre el 1209 y 1215 con la invasión de Gengis Khan y sus hordas mongolas mueren hasta 30 millones de chinos. Además durante la dinastía Yuan se movilizaron 3 millones de personas para trabajar en la construcción del Gran Canal. Entre 1333 y 1337 una feroz hambruna afectó el país y 6 millones de personas murieron de hambre debilitando el control mongol del Estado.
En el 1368 la población china que había sido de 120 millones al inicio del siglo anterior en ese entonces era de apenas la mitad, ese año los Ming movilizaron un millón de hombres y expulsaron a los mongoles.

## India
A pesar de la gran producción agrícola y alta natalidad la población creció lentamente debido a las pestes, hambrunas, sequías, inundaciones y guerras civiles que plagaron el país por siglos. Para el siglo I eran 34 a 75 millones (las estimaciones más bajistas son de McEvedy y Jones, 1978; las más alcistas de Durrand, 1974).
En 1669 la hambruna mató en Bengala a 3 millones de personas.
En 1841 se estima que había 8 a 9 millones de esclavos, Malabar tenía un 15% de esclavos respecto al total de población.
Estimaciones de la población de la India desde el siglo I:
| Autor                  | 1 Población (millones) | 1000 Población (millones) | 1500 Población (millones) | 1600 Población (millones) | 1700 Población (millones) | 1820 Población (millones) |
| ---------------------- | ---------------------- | ------------------------- | ------------------------- | ------------------------- | ------------------------- | ------------------------- |
| Clark (1967)           | 70                     | 70                        | 79                        | 100                       | 200                       | 190                       |
| McEvedy y Jones (1978) | 34                     | 77                        | 100                       | 130                       | 160                       | 200                       |
| Biraben (1979)         | 46                     | 40                        | 95                        | 145                       | 175                       | 194                       |
| Durand (1974)          | 75                     | 75                        | 112,5                     | nd                        | 180 (1750).               | nd                        |
| Madison                | 55                     | 75                        | 110                       | 135                       | 165                       | 209                       |

## Medio y Lejano Oriente
En el siglo VII en Medina vivían cerca de 8.000 a 10.000 judíos.
En Filipinas la población de la isla de Luzón creció entre 1800 y 1896 de 42.000 a 245.000 habitantes.
La sureña isla de Mindanao tenía en 1903 ya unos 380.000 habitantes.
En 1800 la población de la isla de Java era de 3,5 millones, permanencia estancada por la limitada extensión de los cultivos de arroz, pero gracias a la ampliación de estas por la administración colonial holandesa la población creció a 28 millones en 1900.
Entre 1815 y 1830 la población paso de 5 a 7 millones, en 1850 eran 9,5 millones de habitantes, en 1870 eran 16,2 millones y en 1890 23,6 millones.
Durante la llamada Guerra de Java, una revuelta de los nativos contra los holandeses un total de 8.000 europeos, 7.000 soldados javaneses bajo bandera holandesa y 200.000 civiles y rebeldes locales fueron muertos (1825-1830).
Además el cólera mató a 100.000 personas durante una peste en 1820.
En 1755, los reinos interiores de Surakarta y Yogyakarta tenían un máximo de 690.000 a 1.000.000 de habitantes (posiblemente menos) y 1.400.000 a 1.600.000 en 1795. Por las mismas fechas las regiones costeras y Madura sumaban 380.000 a 490.000 personas, creciendo también durante esos años a 1,5 millones.
En tanto que los ainus, pueblo indígena de la isla de Hokkaidō, la más septentrional de Japón, vieron reducirse su población de 80.000 almas a inicios del siglo XVIII hasta apenas 8.000 o 16.000 en 1873. Las razones de esto fueron las conquistas militares, epidemias y el agotamiento de sus fuentes de alimentos tradicionales (salmón y venado), provocando una fuerte dependencia de los productos japoneses y la destrucción de sus bosques.

## Siria, Asia Menor y Judea
A fines del II milenio a. C. la población de Canaán era de unos 50.000 a 100.000 personas.
De haberse producido el Éxodo los hebreos probablemente no fueran más de 20.000 en vez de los 2 millones que señala la Biblia.
En Siria (provincia romana) la población durante el imperio aquémenida pudo alcanzar entre 2 y 3,5 millones de habitantes (incluido 1 o 1,5 millones en la Celesiria, las ciudades fenicias e Israel).
Según Josefo la población de Galilea era de unos 3 millones al momento de la rebelión contra Roma,
Otra estimación es de 2.737.900 personas.
A lo largo del río Jordán occidental es de 805.450 habitantes.
La población judía de Palestina varía de los 0,5 a 5 millones en la época romana. Beloch estima que en la Galilea romana había 400.000 judíos, considerando que las provincias de Siria y Palestina tienen 5 a 6 millones, aunque Cumont las estimó en 10 millones.
Durante la dominación romana llegó a cerca de 4 millones aunque nunca logró crecer mucho tras la peste de Antonino y las invasiones partas y sobre todo sasánidas.
En cuanto a Judea se calcula en cerca de 2 millones a pesar de las continuas guerras judío-romanas que causaron millones de muertos para Judea y Siria, la alta tasa de natalidad judía permitía recuperar las cifras. Se cree que en su punto máximo los judíos alrededor de todo el imperio llegaron a cerca de 6 a 8 millones, muchos en Hispania, Italia y Siria, además de Egipto, norte de África y Armenia (sobre todo tras las guerras judío-romanas que llevaron a la expulsión de ese pueblo de sus tierras iniciando la Diáspora). Mientras que en tiempos de Constantino I el Grande había 15 millones de cristianos, sobre todo en el sector oriente. Para el siglo IV la población siria y palestina era de unos 6,5 millones de personas. Un siglo después era de 5 millones, en el año 650 era de 3 millones, para el año 1000 solo 2 millones pero se recuperó y en el 1200 llegó de nuevo a 3 millones. Esta caída de la población se debe a las continuas guerras por esa región rica y estratégica, que solo se terminaron tras el fin de las cruzadas.
Durante el dominio persa la población anatoliana era de 9 millones de personas, pero tras un periodo de varios siglos de guerras e invasiones y la división de la península en varios reinos pequeños que peleaban entre ellos constantemente. Se estima en 6 millones de personas, la población del Asia Menor romana.
Para fines del imperio la población llegó a 15 millones de personas.
Pero esta se redujo mucho durante la decadencia del imperio, en el siglo V era de solo 12 millones, cuando los sasánidas invadieron la península un siglo después tenía solo 7 millones de habitantes. En el año 1000 llegó a 8 a 10 millones pero por las cruzadas volvió a caer a 7 millones. Y se mantuvo de esa manera en la Edad Media, descendiendo tras la conquista otomana a solo 6 millones. En el año 200 en Asia Menor había un millón de armenios.

## Mesopotamia
La región de Mesopotamia, parte de la fértil media luna de Oriente medio, rica productora de granos que pudo mantener una gran población sufrió constantes guerras e invasiones por varios milenios que redujeron varias veces su población (solo los asirios deportaron a un millón de personas).
Aunque ya en el 2500 a. C. la población superaba el medio millón, provocando guerras por los recursos.
Se calcula que para tiempos del Imperio Asirio tenía 2 a 3 millones de habitantes (la región de Asiria tenía otro millón).
En tiempos del Imperio parto los mesopotámicos eran de 4 a 5 millones de personas.